# Enyo cavifer
Enyo cavifer (Rotschild & Jordan, 1903) è un lepidottero appartenente alla famiglia Sphingidae, diffuso in America Centrale e Meridionale.

## Descrizione

### Adulto
L'apice dell'ala anteriore è tronco in ambo i sessi, e non sinuato come in E. gorgon.
L'ala anteriore ha, in alcune parti, tonalità comprese tra il nero e il cioccolato scuro. Sull'addome si notano ampie macchie dorso-laterali lanuginose; il sesto tergite mostra un bordo bianco-grigiastro.

È una delle quattro specie di Enyo i cui maschi possiedono androconia sull'ala anteriore; in questo caso l'organo androconiale è stretto come in E. taedium. La cellula discoidale dell'ala anteriore è nerastra e più ristretta che in E. gorgon e in E. taedium taedium; m1-m2 molto corta e ricurva; m2-m3 longitudinale, non obliqua o trasversale; M2 ricurva così come M3, anche se quest'ultima solo leggermente. I due terzi basali dell'ala anteriore mostrano una colorazione grigia, tranne per un'estesa zona color cioccolato tra M3, CuA2 e la costa; essa assume la forma di una banda ricurva tra costa e tornus, all'interno della quale le venature posteriori reggono strie discontinue bianco-bluastre; la parte posteriore della suddetta banda è invece attraversata da linee scure e ondulate che dipartono posteriormente dalla macchia nera. Il margine costale presenta sottili linee bianco-bluastre in prossimità dell'apice della cellula discale; il terzo più distale dell'ala anteriore è simile alla parte mediana, fatta eccezione per una lunula grigio-pallida ben definita, compresa tra Rs4 e CuA1. Anche Rs4 ed M1 mostrano strie discontinue bianco-bluastre, e scaglie di questo colore si osservano anche lungo il margine costale; si rileva infine una cavità ovale pseudobasale, situata posteriormente a Cu1, rivestita di sparute scaglie strette e lunghe.

Nella femmina la pagina superiore dell'ala anteriore è simile a quella di E. gorgon, anche se la colorazione di fondo è più scura, e la zona nerastra, che circonda la cellula discale, appare meno estesa.

Nel genitale maschile, l'uncus e lo gnathos ricordano molto quelli di E. gorgon; tuttavia i processi laterali dell'uncus sono più corti. Le valve sono più ampie che in E. gorgon, e l'apice appare arrotondato a una visione ventrale. L'edeago rivela un breve processo apicale, orizzontale ed a sezione triangolare.

L'apertura alare è di 60–62 mm.

Enyo cavifer ♂
Enyo cavifer ♂   △

### Larva
Il bruco è verde non molto brillante, con macchie brunastre sui fianchi e sulle pseudozampe; il capo è dello stesso colore del corpo, schiacciato e arrotondato. Il cornetto caudale è bruno scuro, lucido, allungato e ricurvo verso il basso.

### Pupa
Le crisalidi si rinvengono entro bozzoli posti a scarsa profondità nel sottobosco.

## Biologia
Durante l'accoppiamento, le femmine richiamano i maschi grazie ad un feromone rilasciato da una ghiandola, posta all'estremità addominale. Gli adulti di entrambi i sessi sono attratti dalla luce, ma soprattutto i maschi.

### Periodo di volo
La specie è trivoltina in Costa Rica, con adulti campionabili da maggio a giugno, da agosto a settembre e da dicembre a gennaio (fino a febbraio in Guyana francese).

### Alimentazione
Gli adulti suggono il nettare di fiori di varie specie.
I bruchi si alimentano su foglie di membri della famiglia Vitaceae, tra cui Vitis tiliifolia Humb. & Bonpl. ex Schult, Cissus biformifolia Standl. e specie affini.

### Parassitismo
Alcune specie di Ditteri Tachinidi del genere Belvosia Robineau-Desvoidy, 1830 attuano il parassitismo ai danni di questi bruchi, introducendovi le proprie uova; le larve che ne derivano, emergono in seguito ai danni della crisalide.

## Distribuzione e habitat
L'areale di questa specie comprende il Messico, il Belize meridionale, il Guatemala, la Costa Rica, il Venezuela, la Guyana francese, il Brasile, il Perù (Junín), la Bolivia (Murillo, Rio Zongo), e la Colombia (locus typicus: Rio Dagua).
L'habitat è rappresentato da foreste tropicali e sub-tropicali.

## Tassonomia

### Sottospecie
Al momento non sono riconosciute sottospecie.

### Sinonimi
Sono stati riportati tre sinonimi:
- Enyo cavifer paganus (Kernbach, 1957) - (sinonimo eterotipico)
- Epistor cavifer Rothschild & Jordan, 1903 - Novit. zool.. 9 (suppl.): 403 (key), 407 (basionimo - sinonimo omotipico)
- Thyreus maris Herrich-Schäffer, 1854 - (sinonimo eterotipico)